# Klaus Höllrigl
Klaus Höllrigl (* 31. Januar 1980) ist ehemaliger ein italienischer Biathlet.

## Karriere
Klaus Höllrigl lebt in Goldrain. Der damalige Sportsoldat startete für C. S. Carabinieri und wurde von Manuel Ilmer, Moreno Montello und Alexander Inderst trainiert. Er gab sein internationales Debüt bei den Juniorenweltmeisterschaften 1999 in Pokljuka, wo er 35. des Einzels, 29. des Sprints und 25. des Verfolgungsrennens wurde. Ein Jahr später wurde er in Hochfilzen 33. des Sprints, 43. der Verfolgung und mit Christian De Lorenzi, Gianni Boninsegna und Yuri Bradanini Elfter im Staffelrennen.
Seit der Saison 2000/01 startete Höllrigl bei den Männern im Europacup. Häufig erreichte er die Punkteränge, bestes Ergebnis wurde ein dritter Platz in einem Sprintrennen in Forni Avoltri hinter Tor Halvor Bjørnstad und Iwan Pesterew in der Saison 2002/03. Erste internationale Meisterschaften wurden die Europameisterschaften 2002 in Kontiolahti, bei denen der Südtiroler 40. des Einzels wurde. Ein Jahr später wurde Höllrigl in Forni Avoltri 21. des Sprints, 41. der Verfolgung und mit Paolo Longo, Devis Da Canal und Sergio Bonaldi 12. als Schlussläufer des Staffelrennens. Es folgte die erste Teilnahme an den Weltmeisterschaften 2003 in Chanty-Mansijsk, bei denen Höllrigl im Sprintrennen 71. wurde. 2004 wurde er in Oberhof 79. des Einzels wurde. Es folgte die dritte und letzte Teilnahme an Europameisterschaften. 2004 wurde er in Minsk 42. des Einzels, 29. des Sprints, 23. der Verfolgung und mit Patrick Favre, Markus Windisch und Simone Jeantet Siebter des Staffelrennens. Zum Auftakt der Saison 2004/05 gab Höllrigl in Beitostølen sein Debüt im Weltcup und erreichte in seinem ersten Sprint einen 83. Platz. Wenig später erreichte er als 62. bei einem Einzel am Holmenkollen in Oslo sein bestes Ergebnis in der höchsten Rennserie. Sein letztes Weltcup-Rennen bestritt der Südtiroler 2006 in Hochfilzen. Nach der Saison 2006/07 beendete er seine Karriere. National gewann Höllrigl 2004 den Titel im Verfolgungsrennen und wurde Dritter mit der Staffel.
Von 2018 bis 2022 arbeitete Höllrigl zusammen mit Nicola Pozzi unter Cheftrainer Andreas Zingerle als Trainer der italienischen A-Mannschaft im Biathlon. Nach den Olympischen Winterspielen 2022 wurde er zum Technischen Direktor Biathlon im Italienischen Wintersportverband ernannt.

## Biathlon-Weltcup-Platzierungen
Die Tabelle zeigt alle Platzierungen (je nach Austragungsjahr einschließlich Olympische Spiele und Weltmeisterschaften).
- 1.–3. Platz: Anzahl der Podiumsplatzierungen
- Top 10: Anzahl der Platzierungen unter den ersten zehn (einschließlich Podium)
- Punkteränge: Anzahl der Platzierungen innerhalb der Punkteränge (einschließlich Podium und Top 10)
- Starts: Anzahl gelaufener Rennen in der jeweiligen Disziplin

| Platzierung         | Einzel | Sprint | Verfolgung | Massenstart | Staffel | Gesamt |
| ------------------- | ------ | ------ | ---------- | ----------- | ------- | ------ |
| 1. Platz            |        |        |            |             |         |        |
| 2. Platz            |        |        |            |             |         |        |
| 3. Platz            |        |        |            |             |         |        |
| Top 10              |        |        |            |             |         |        |
| Punkteränge         |        |        |            |             |         |        |
| Starts              | 2      | 5      |            |             |         | 7      |
| Stand: Karriereende |        |        |            |             |         |        |

## Belege
1. ↑  Erfolg für Martelltal
2. ↑  Final Spin on the Coaching Carousel Part 3: Norway, Italy, and Russia auf biathlonworld.com, abgerufen am 23. Oktober 2018

| Personendaten    | Personendaten          |
| ---------------- | ---------------------- |
| NAME             | Höllrigl, Klaus        |
| KURZBESCHREIBUNG | italienischer Biathlet |
| GEBURTSDATUM     | 31. Januar 1980        |